# Giōrgos Gkalitsios
Giōrgos Gkalitsios (in greco: Γιώργος Γκαλίτσιος; Larissa, 6 luglio 1986) è un ex calciatore greco, di ruolo difensore.
È figlio di Giannīs Gkalitsios, anch'egli calciatore.

## Carriera

### Club
Ha giocato per quattro stagioni (dal 2004 al 2008) con il Larissa, con cui ha disputato la fase a gironi della Coppa UEFA 2007-2008.
Nel gennaio 2008 venne confermato l'accordo tra il difensore e l'Olympiacos, con cui milita a partire dalla stagione 2008-2009. Durante la partita di qualificazione per la UEFA Champions League 2008-2009 tra l'Olympiakos e l'Arsenal subì un leggero infortunio al 75º minuto di gioco, che lo costrinse alla sostituzione.

### Nazionale
A seguito delle prestazioni dimostrate nell'Olympiakos durante la stagione 2008-2009, il 15 novembre 2009 è stato convocato da Otto Rehhagel nella nazionale greca per il ritorno dello spareggio contro l'Ucraina valido per le qualificazioni al campionato del mondo 2010 in Sudafrica; non venne impiegato nel suddetto incontro.
Nel maggio 2010 è stato inserito nella rosa dei 30 preconvocati per il Mondiale sudafricano.

## Palmarès

### Club

#### Competizioni Nazionali
- Coppa di Grecia: 2

Larissa: 2006-2007
Olympiakos: 2008-2009
- Campionato greco: 1

Olympiakos: 2010-2011
- Coppa del Belgio: 2

Lokeren: 2011-2012, 2013-2014
- Coppa di Cipro: 1

Anorthōsis: 2020-2021